# Cap-à-la-Baleine
Cap-à-la-Baleine est un village de l'Est du Québec situé sur la péninsule gaspésienne dans la région du Bas-Saint-Laurent faisant partie de la municipalité de Sainte-Félicité dans la municipalité régionale de comté de Matane au Canada.

## Toponymie
Le nom de l'endroit, selon Carmen Roy, est dû au fait qu'une « baleine de soixante-dix pieds » se soit échouée sur la rive du fleuve Saint-Laurent à cet endroit.

## Géographie
Cap-à-la-Baleine est un hameau de la municipalité de Sainte-Félicité dans la municipalité régionale de comté de Matane. Il est situé à l'est du village de Sainte-Félicité à proprement parler.

## Histoire
Le hameau a eu son propre bureau de poste de 1888 à 1950.

### Source en ligne
- Commission de toponymie du Québec